# Sphaerobismoite
La sphaerobismoite è un minerale.